# لويس بيو
لويس بيو هو سياسي دنماركي، ولد في 14 ديسمبر 1841 في روسكيلدا في الدنمارك، وتوفي في 27 يونيو 1894 في شيكاغو في الولايات المتحدة. نشط حزبياً في الحزب الاشتراكي الديمقراطي.